# IV. třída okresu Kolín
IV. třída okresu Kolín patří společně s ostatními čtvrtými třídami mezi desáté nejvyšší fotbalové soutěže v Česku. Je řízena Okresním fotbalovým svazem Kolín. Hraje se každý rok od léta do jara se zimní přestávkou. Hraje se ve dvou skupinách (označených A a B), každá skupina má v současnosti 10 účastníků (celkem tedy 20 týmů) z okresu Kolín, každý s každým hraje jednou na domácím hřišti a jednou na hřišti soupeře. Vítěz každé ze skupin postupuje do III. třídy okresu Kolín.

## Vítězové

### IV. třída okresu Kolín skupina A
| Ročník    | Vítězný tým                 |
| --------- | --------------------------- |
| 2003/2004 | FC Ovčáry                   |
| 2004/2005 | FK Kolín                    |
| 2005/2006 | TJ Sokol Býchory „B“        |
| 2006/2007 | TJ Sokol Starý Kolín        |
| 2007/2008 | SK Žiželice                 |
| 2008/2009 | Sokol Týnec nad Labem „B“   |
| 2009/2010 | TJ Sokol Volárna            |
| 2010/2011 | TJ Sokol Sendražice         |
| 2011/2012 | TJ Sokol Jestřabí Lhota „B“ |
| 2012/2013 | Štítarský SK                |
| 2013/2014 | TJ Úsvit Kořenice           |
| 2014/2015 | SK Žiželice                 |
| 2015/2016 | TJ Sokol Sendražice         |
| 2016/2017 | TJ Sokol Býchory „B“        |
| 2017/2018 | FC Ovčáry                   |
| 2018/2019 |                             |

### IV. třída okresu Kolín skupina B
| Ročník    | Vítězný tým              |
| --------- | ------------------------ |
| 2003/2004 | TJ Sparta Lošany         |
| 2004/2005 | TJ Sokol Zásmuky „B“     |
| 2005/2006 | TJ Meteor Hradištko I.   |
| 2006/2007 | TJ Meteor Hradištko I.   |
| 2007/2008 | FK Polepy „B“            |
| 2008/2009 | SK Olympia Cerhenice     |
| 2009/2010 | TJ Sokol Nová Ves        |
| 2010/2011 | SK Dolní Chvatliny       |
| 2011/2012 | TJ Úsvit Kořenice        |
| 2012/2013 | TJ Sokol Nová Ves        |
| 2013/2014 | Sokol Pašinka            |
| 2014/2015 | SK Dobřichov             |
| 2015/2016 | SK Olympia Cerhenice „B“ |
| 2016/2017 | TJ Kouřim „B“            |
| 2017/2018 | SK Břežany II            |
| 2018/2019 |                          |

### IV. třída okresu Kolín skupina C
| Ročník    | Vítězný tým       |
| --------- | ----------------- |
| 2003/2004 | TJ Sokol Ratenice |